# Nashville (Illinois)
Nashville je grad u američkoj saveznoj državi Ilinois. Prema popisu stanovništva iz 2010. u njemu je živjelo 3.258 stanovnika.